# Every Girl's Dream
Every Girl's Dream er en amerikansk stumfilm fra 1917 af Harry F. Millarde.

## Medvirkende
- June Caprice som Gretchen.
- Kittens Reichert som Jane Cummings.
- Harry Hilliard som Carl
- Margaret Fielding som Hulda.
- Marcia Harris som Van Lorn.